# 사운드 오브 뮤직 (영화)
《사운드 오브 뮤직》(영어: The Sound of Music)은 1959년 상연된 동명의 뮤지컬을 바탕으로 1965년에 공개된 미국의 영화이다. 로버트 와이즈가 감독을 맡고, 줄리 앤드루스와 크리스토퍼 플러머가 주연을 맡았다. 구(舊) 오스트리아-헝가리 제국 해군 출신 장교인 게오르크 루트비히 폰 트랍 대령 저택에 가정교사로 파견된 마리아 수녀의 이야기를 소재로 하고 있다.

## 줄거리
이야기는 오스트리아 알프스산맥의 아름다운 영상에서 시작된다. 마리아는 "Sound of Music" 을 부르면서 들판에서 뛰놀다가 성당의 종소리를 듣고 미사에 늦은걸 깨닫고 뛰기 시작한다. 그 와중에 수녀원에서는 수녀들이 마리아를 찾아 헤매다가 수녀원장 아베스 수녀에게 마리아의 장점과 단점을 노래 "Maria"로 표현한다.
수녀원장 아베스 수녀는 마리아의 행동이 개선되길 바라면서 그녀를 일곱명의 아이들이 살고 있는 루트비히 폰 트랍 예비역 대령 저택의 가정교사로 들여 보낸다. 집에 도착하자 폰 트랍 대령이 아이들을 군대식으로 엄격하게 다루는 걸 발견한다. 집의 아이들은 처음에는 마리아에게 마음을 열지 않지만 첫날밤 천둥이 몰아치자 아이들이 하나 둘씩 마리아 방으로 온다. 마리아는 "My Favorite Things"를 부르며 애들을 달래준다. 마리아가 집으로 온 뒤 얼마 안 되어 폰 트랍 대령은 바로 빈으로 떠난다. 그녀는 아이들에게 커튼을 뜯어 놀이복을 만들어준 후에 초원에서 'Do Re Mi'를 부르고 시내를 돌아다니며 좋은 추억을 만들어준다. 하지만, 이를 발견한 폰 트랩 대령은 마리아에게 짐을 싸서 수녀원으로 돌아가라고 한다. 폰 트랩가에 도착한 남작 부인에게 아이들은 준비해 온 노래를 부르고, 이에 대령은 마음이 풀려 잘못을 인정하고 가지말라고 부탁한다.
대령은 남작 부인과 결혼할 마음으로 아이들을 소개시켜 주기 위해 둘이 같이 돌아온다. 대령이 돌아오자 애들의 자유분방한 모습에 놀라지만, 아이들의 노래를 듣고 금세 마음을 푼다. 더 나아가, 아이들은 준비한 인형극으로 남작 부인을 반긴다. 인형극에 대한 답사로 폰 트랍 대령은 몇 년 만에 "에델바이스"를 부르며 예전의 활기를 되찾는다. 곧 이어 대령은 집에서 파티를 열게 되는데 이때 대령과 마리아는 오스트리아 포크 댄스를 추다가 마리아의 얼굴이 붉어진다. 이날 마리아는 폰 트랍 대령에 대한 감정이 생기는 것을 느끼고 작별인사도 없이 집을 떠나 수녀원으로 돌아간다.
아이들은 마리아를 그리워하며 마리아를 만나기 위해 수녀원으로 가지만 마리아는 만나주지 않는다. 마리아도 아이들을 그리워하다가 자기 행동에 책임감을 지기 위해 다시 집으로 돌아간다. 마리아가 집으로 돌아오자 대령은 남작 부인과 결별을 고하고 마리아에게 청혼을 하여 결혼식을 올리게 된다. 신혼여행을 다녀오자 대령은 독일 전쟁 해군에 소집명령이 떨어진다. 오스트리아에 대한 애국심을 가진 대령은 소집명령을 피해 아이들과 피난계획을 세운다. 일가는 가족 합창단을 만들어 오스트리아를 탈출한다. 이는 대령이 제2차 세계대전에 참가하면 이미 어머니를 여읜 7명의 아이들이 고아가 될 수 있기 때문이다. 하지만 대령은 가족 합창단을 마치자마자 얼른 수녀원으로 잠시동안 피신하더니 밤을 새어가며 산을 넘어가서 마침내 스위스 땅을 밟게 된다.

## 캐스팅
- 마리아(줄리 앤드루스) - 수녀원의 말썽꾸러기로 폰 트랩가 7명의 아이들을 보살피는 가정교사로 파견된다. 아버지의 사랑을 받지 못한 아이들에게 노래를 가르쳐주어 성격이 밝아지도록 돕는다.
- 폰 트랩 대령 (크리스토퍼 플러머) - 오스트리아의 예비역 해군대령으로 부인을 잃고 7명의 아이들과 엄격히 통제하고 있다가 마리아를 12번째 가정교사로 집에 들이게 된다. 마리아의 영향으로 아이들이 노래를 부르는 모습에 감동받아서 아이들에게 다정한 아버지가 되었다.
- 남작 부인 (엘레노 파커) - 폰 트랩 대령과 결혼하기 위해 빈에서 온다. 마리아와 트랩대령이 사랑하는 사이라는 사실을 알고 마리아에게 트랩 대령을 양보한다.
- 맥스 데트윌러 (리차드 헤이든) - 폰 트랩 대령과 남작부인을 소개시켜준 장본인으로서 둘의 결혼을 희망한다. 아이들이 노래를 잘 부른다는 사실을 알고 축제에서 아이들이 노래하도록 트랩 대령을 설득한다.
- 리즐 폰 트랍(차미언 카) - 폰 트랩 대령의 첫째 딸로서 열여섯 살이다. 집배원 랄프와 사랑에 빠진다.
- 프리드리히 폰 트랩(니콜라스 해먼드) - 폰 트랩 대령의 둘째 아이로서 열네 살이다.
- 루이자 폰 트랩(헤더 멘지스) - 폰 트랩 대령의 셋째 아이로서 열세 살이다.
- 쿠르트 폰 트랩(두웨인 체이즈) - 폰 트랩 대령의 넷째 아이로서 열한 살이다.
- 브리기타 폰 트랩(앤젤라 카트라이트) - 폰 트랩 대령의 다섯번째 아이로서 열 살이다.
- 마르타 폰 트랩(데비 터너) - 폰 트랩 대령의 여섯번째 아이로서 일곱 살이다.
- 그레틀 폰 트랩(킴 카라타) - 폰 트랩 대령의 막내 일곱번째 아이로서 다섯 살이다.
- 랄프 (대네일 트루히트) - 집배원. 트랩 대령의 따님인 리즐 폰 트랩과 사랑에 빠진다. 1938년 오스트리아가 독일과 합병되자 독일군에 합세한다. 트랩을 죽이려고 하였지만 뜻을 이루지 못한다.
- 수녀 아베스 (페기 우드) - 수녀원장으로서 마리아를 돌보다가 폰 트랩 대령 집으로 보낸 장본인이다. 마리아가 트랩대령의 사랑때문에 수녀원으로 돌아오자 "자신의 삶을 살아야 한다. 수녀원은 세상에서 도망하는 곳이 아니야"라고 도움말을 주기도 했다. 트랩대령, 마리아, 아이들이 스위스로 망명하도록 수도원에 숨겨준다. 자동차로 망명하려고 하는 트랩대령에게 "라디오에서 들으니 국경이 닫혔답니다."라고 말해주기도 했다. 결국 트랩대령은 아베스 수녀원장의 조언을 듣고 안전하게 자동차가 아닌, 걸어서 망명하게 된다.

## 한국판 성우진

### KBS
1982년 1월 1일 밤 9시에 KBS 1TV에서 신년특선영화로 방송했다.
- 손정아 - 마리아(줄리 앤드류스) 役
- 최흘 - 트랍 대령(크리스토퍼 플러머) 役
- 문영래
- 최응찬
- 김현직
- 임종국 外

### MBC
1987년 4월 4일 밤 9시 30분에 주말의 명화에서 방송했다.
- 송도영 - 마리아(줄리 앤드류스)
- 김종성 - 트랍 대령(크리스토퍼 플러머)
- 정희선 - 남작 부인(엘리노어 파커)
- 김진숙 - 리즐(차미언 카)
- 한영숙 - 원장 수녀(페기 우드)
- 한규희 - 프란츠(길크리스트 스튜어트)

### SBS
2004년 12월 24일 밤 12시 15분에 성탄특선영화로 방송했다.
- 송도영 - 마리아(줄리 앤드류스)
- 김세한 - 트랍 대령(크리스토퍼 플러머)
- 최성우 - 남작 부인(엘리노어 파커)
- 설영범 - 맥스(리처드 헤이든)
- 탁원제 - 젤러(벤 라이트)
- 최옥희 - 원장 수녀(페기 우드)
- 오길경 - 리즐(차미언 카)
- 최수민 - 프리드리히(니콜라스 해몬드) / 베르테 수녀(포샤 넬슨)
- 김지혜 - 루이자(히더 멘지스)
- 임은정 - 커트(두안느 체이스) / 소피아 수녀(마니 닉슨)
- 이진화 - 브리기타(안젤라 카트라이트) / 마거릿 수녀(애너 리)
- 배주영 - 마르타(데비 터너)
- 채의진 - 그레틀(킴 카라스)
- 양석정 - 랄프(다니엘 트러히티)
- 최한 - 프란츠(길크리스트 스튜어트)

## 음악
《사운드 오브 뮤직》에는 리차드 로저스가 작곡하고 오스카 허먼슈타인 2세가 작사한 16개의 곡이 포함되어 있다. 오리지널 사운드트랙은 2000년 8월 22일에 발매되었다.
1. Prelude/ The Sound of music
2. Overture / Preludium (Dixit Dominus)
3. Morning Hymn / Alleluia
4. Maria
5. I Have Confidence
6. Sixteen Going on Seventeen
7. My Favorite Things
8. Do-Re-Mi
9. The Sound of Music
10. The Lonely Goatherd
11. So Long, Farewell
12. Climb Ev'ry Mountain
13. Something Good
14. Processional And Maria
15. Edelweiss(Reprise)
16. Clim Ev'ry Mountain(Reprise)